# Макс Жулан
Макс Жулан (фр. Max Julen) — швейцарський гірськолижник, спеціаліст з технічних дисциплін гірськолижного спорту, олімпійський чемпіон. 
Золоту олімпійську медаль та звання олімпійського чемпіона Жулан виборов на Олімпіаді 1994 року, що проходила в Сараєво, в змаганнях з гігантського слалому.
У доробку гірськолижника крім олімпійського успіху одна перемога на етапах кубку світу.

## Зовнішні посилання
- Досьє на сайті Міжнародної федерації лижного спорту [Архівовано 14 березня 2016 у Wayback Machine.]

## Виноски
1. ↑  Sarajevo 1984 Official Report (PDF). Organising Committee of the XlVth Winter Olympic Games 1984 at Sarajevo. LA84 Foundation. 1984. Архів оригіналу (PDF) за 13 листопада 2018. Процитовано 3 січня 2014.
2. ↑  Alpine Skiing at the 1984 Sarajevo Winter Games: Men's Giant Slalom. Sports Reference. Архів оригіналу за 17 квітня 2020. Процитовано 21 березня 2018.